# Бластоцистоз
Бластоцистоз (англ. blastocystosis) — інфекційна хвороба, яку спричинюють найпростіші з роду страменопілів (гетероконтів). Існує багато різних видів Blastocystis, і вони можуть інфікувати людей, сільськогосподарських тварин, птахів, гризунів, земноводних, рептилій, риб і навіть тарганів. Встановлено, що бластоцистоз є можливим фактором ризику розвитку синдрому подразненого кишечника.
Blastocystis має низьку специфічність до хазяїна, і багато різних видів можуть інфікувати людей, і згідно з поточною угодою мікробіологів і клініцистів будь-який із цих видів ідентифікується як Blastocystis hominis. Дослідження виявили, що не існує специфічних «патогенних» або непатогенних видів Blastocystis. Дослідники прийшли до висновку, що такі фактори організму, як вік і генетика, можуть відігравати домінуючу роль у появі симптомів захворювання.
Хоча багато кишкових збудників є предметом дослідження, Blastocystis незвичайний тим, що основні питання щодо того, як слід діагностувати та лікувати, як він спричинює захворювання, залишаються невирішеними.

## Епідеміологічні особливості
Подібно до інших протозойних інфекцій, поширеність інфекції Blastocystis змінюється залежно від досліджуваної території та обраної популяції. Ряд різних груп видів Blastocystis інфікує людей, причому деякі, як повідомляється, спричинюють захворювання, а інші — ні.
Повідомляється, що в країнах, які розвиваються, захворюваність вища, але останні дослідження показують, що симптоматична інфекція Blastocystis також може бути поширеною в деяких промислово розвинених країнах.
Люди заражаються бластоцистами, коли п'ють воду або споживають їжу, заражену фекаліями інфікованої людини чи тварини. Бластоцистна інфекція може передаватися від тварин до людей, від людей до інших людей, від людей до тварин і від тварин до тварин. Це часто відбувається під час подорожей з благополучних країн до регіонів з поганими санітарними умовами.
Рівень зараження різниться залежно від географічного розташування, і варіанти, які спричинюють прояви, можуть бути менш поширеними в промислово розвинених країнах. Дослідження в міських районах промислово розвинутих країн виявили, що бластоцистна інфекція пов'язана з низькою частотою проявів. Навпаки, дослідження в країнах, які розвиваються, зазвичай показують, що бластоцистоз там пов'язаний з проявами. Поїздка до менш розвинених країн була причиною розвитку симптоматичної хвороби.
Виявлено високий рівень зараження військовослужбовців, які тривало прослужили у місцях поширення збудника, що пов'язують із контамінованою водою.
Вважається, що забруднення листових овочів є потенційним чинником передачі Blastocystis, а також інших шлунково-кишкових найпростіших.
Рекреаційний контакт із неочищеною водою, наприклад під час катання на човні, також визначено як фактор ризику. Дослідження показали, що Blastocystis виживає в очисних спорудах. Цисти Blastocystis є стійкими до хлорування як методу очищення і є одними з найстійкіших цист до обробки озоном.

## Патогенез
Дослідження показало, що Blastocystis має здатність змінювати розташування F-актину в епітеліальних клітинах кишки. Актинові нитки важливі для стабілізації щільних з'єднань; вони, у свою чергу, стабілізують бар'єр, який є шаром клітин, між кишковими епітеліальними клітинами та кишковим вмістом. Збудник змушує нитки актину перебудовуватися, що порушує бар'єрну функцію. Вважається, що це сприяє появі діареї, яка іноді спостерігаються у пацієнтів із бластоцистозом.
Виявлено, що Blastocystis провокують клітини товстої кишки людини виробляти запальні цитокіни інтерлейкін-8 і GM-CSF. Інтерлейкін-8 відіграє певну роль у розвитку ревматоїдного артриту.
Blastocystis виділяють протеазу, яка розщеплює антитіла, які виробляються та виділяються в просвіт шлунково-кишкового тракту. Ці антитіла є імуноглобуліном А (IgA), утворюють імунну систему захисту людини, запобігаючи росту шкідливих мікроорганізмів у макроорганізмі та нейтралізуючи токсини, які виділяються цими мікроорганізмами. Розщеплення антитіл дозволяє Blastocystis зберігатися тривалий час у кишках людини.
Дослідження інших найпростіших, які спричинюють подібні прояви, як-от збудника амебіазу Entamoeba histolytica, виявило, що уражений організм виділяє кілька неврологічно активних хімічних речовин, таких як серотонін і речовина P.

## Клінічні прояви
Найчастіше хворих турбує біль у животі, свербіж, зазвичай у перианальній ділянці, запор, хоча іноді діарея з водянистими випорожненнями, втрата ваги, втома, метеоризм.

## Діагностика
Для ідентифікації цієї хвороби єдиним клінічно доступним методом у більшості країн є дослідження паразитів, яке визначає присутність мікроорганізму за допомогою мікроскопічного обстеження хімічно консервованого зразка калу. Цей метод називають прямою мікроскопією. Пряма мікроскопія недорога, оскільки той самий тест може ідентифікувати різні кишкові інфекції, такі, які спричинює Giardia, Entamoeba histolytica та Cryptosporidium.
Імунофлуоресцентне фарбування змушує клітини Blastocystis світитися під мікроскопом, що робить діагностичний метод більш надійним. Імунофлюоресцентні фарби використовуються як для діагностичних цілей, так і для перевірки якості води. Однак наразі немає таких фарб для широкого вжитку.

## Лікування
Бракує наукових досліджень, які б підтверджували ефективність будь-якого конкретного лікування. Історичні звіти відзначають труднощі, пов'язані з лікуванням пацієнтів, описуючи це як «інфекцію, від якої важко позбутися».
40 % ізолятів бластоцист стійкі до звичайних протипротозойних препаратів. Дослідження ізолятів від пацієнтів виявило, що 40 % ізолятів стійкі до метронідазолу та 32 % — до фуразолідону. Лікарські засоби, які, за даними досліджень, були ефективними in vitro, включали метронідазол, триметоприм (тоді як другий компонент комплексного препарату сульфаметоксазол не демонструє активності), доксициклін, нітазоксанід, пентамідин, паромоміцин і йодохінол. Він виявився менш ефективним на практиці, ніж in vitro. Є дані, що міконазол і хінакрин є ефективними засобами проти росту Blastocystis. Рифаксимін і альбендазол показали багатообіцяючі результати, як і івермектин. Є докази того, що пробіотичні дріжджі Saccharomyces boulardii та рослина Mallotus oppositifolius можуть бути ефективними проти Blastocystis.
Описано успішне використання різноманітних антипротозойних препаратів, які припинено використовувати для лікування протозойних хвороб, у випадках інфекції Blastocystis. Так повідомлялося, що еметин був успішним у випадках на початку XX-го століття з британськими солдатами, які заразилися бластоцитозом під час служби в Єгипті. Тестування in vitro показало, що еметин був більш ефективним, ніж метронідазол або фуразолідон. Повідомлялося, що стоварсол і нарсеноло, два протипротозойних засоби на основі миш'яку, ефективні проти цієї хвороби.

## Перебіг у тварин
Порівняння перебігу експериментальної інфекції у імунокомпетентних та імунодефіцитних мишей і виявив запалення кишок, зміни в їхній функції, млявість і смерть. У вищих приматів хвороба спричиняла хронічну діарею.